# Aire nationale de récréation de White Rocks
L'aire nationale de récréation de White Rocks (anglais : Robert T. Stafford White Rocks National Recreation Area) est une aire protégée des États-Unis située dans l'État du Vermont.  Elle fait partie de la forêt nationale des Montagnes Vertes et est administré par le Service des forêts des États-Unis.